# Bassetki-Statue

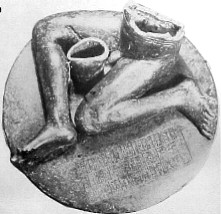
Bassetki-Statue

Die Bassetki-Statue ist eine nur noch bruchstückhaft erhaltene Kupferstatue, die 1975 bei Bassetki (Dahuk, Irak) gefunden wurde. Sie befindet sich heute im Irakischen Nationalmuseum in Bagdad (Inventarnr.: IM 77823).
Das rund 130 kg schwere Stück datiert in die Akkadzeit und zeigte ursprünglich einen sitzenden, nackten Mann auf einem Postament. Es wurde im Wachsausschmelzverfahren hergestellt und misst 67 cm im Durchmesser. Erhalten ist es bis zu einer Höhe von 25 cm. Auf dem Postament befindet sich eine akkadische Inschrift, die vermuten lässt, dass die Statue ursprünglich im Eingangsbereich zu Narām-Sîns Palast stand. Während des Irakkriegs 2003 wurde diese Statue zusammen mit unzähligen anderen Artefakten bei einer Plünderung des Museums in Bagdad entwendet und später von der US-Army wiedergefunden.
Archäologen der Universität Tübingen und Hasan Qasim von der Antikendirektion Dohuk entdeckten 2016 am Fundort Bassetki eine bronzezeitliche Stadt, die um 3000 v. Chr. gegründet wurde. Sie war weit über 1000 Jahre besiedelt und gehörte zeitweise zum Reich von Akkade.